# Virslīga 2013
Die Virslīga 2013 war die 22. Spielzeit der höchsten lettischen Fußball-Spielklasse der Herren seit deren Neugründung im Jahr 1992. Sie wurde vom Lettischen Fußballverband ausgetragen. Die Spielzeit begann am 29. März 2013 und endete am 9. November 2013.
Meister wurde der FK Ventspils.

## Modus
Die zehn Vereine spielten zunächst zweimal gegeneinander; einmal zu Hause und einmal auswärts. Danach wurden weitere neun Spielrunden absolviert. Die Teams, die nach 18 Spielen auf den ersten vier Plätzen standen, sowie FK Spartaks Jūrmala, hatte fünf Mal Heimrecht. Somit bestritt jede Mannschaft 27 Spiele pro Saison. FK Liepājas Metalurgs als Fünfter löste sich nach Saisonende auf.
Aufsteiger aus der 1. līga war der FK Ilūkste. Der Tabellenletzte stieg in die zweitklassige 1. līga ab, der Neuntplatzierte spielte in der Relegation gegen den Zweiten der 1. līga.

## Vereine
| Verein                         | Stadt      | Stadion                      | Kapazität |
| ------------------------------ | ---------- | ---------------------------- | --------- |
| FC Daugava Daugavpils          | Daugavpils | Daugava-Stadion              | 4.100     |
| FC Jūrmala                     | Jūrmala    | Slokas-Stadion               | 2.000     |
| FK Daugava Riga                | Riga       | Daugava-Stadion              | 5.000     |
| FK Ilūkste                     | Ilūkste    | Vārpa-Stadion                | 0.300     |
| FK Jelgava                     | Jelgava    | Ozolnieku-Stadion            | 2.200     |
| FK Liepājas Metalurgs          | Liepāja    | Daugava-Stadion              | 5.000     |
| FK Spartaks Jūrmala            | Jūrmala    | Slokas-Stadion               | 2.000     |
| FK Ventspils                   | Ventspils  | Olimpiskais Centrs Ventspils | 3.200     |
| FS Metta/Latvijas Universitāte | Riga       | Arkādija-Stadion             | 0.250     |
| Skonto Riga                    | Riga       | Skonto-Stadion               | 9.000     |

## Abschlusstabelle
| Pl. | Verein                         | Sp. | S  | U | N  | Tore    | Diff. | Punkte |
| --- | ------------------------------ | --- | -- | - | -- | ------- | ----- | ------ |
| 1.  | FK Ventspils (P)               | 27  | 21 | 4 | 2  | 065:190 | +46   | 67     |
| 2.  | Skonto Riga 1                  | 27  | 18 | 8 | 1  | 068:110 | +57   | 62     |
| 3.  | FC Daugava Daugavpils (M)      | 27  | 15 | 7 | 5  | 044:190 | +25   | 52     |
| 4.  | FK Daugava Riga                | 27  | 14 | 6 | 7  | 044:210 | +23   | 48     |
| 5.  | FK Liepājas Metalurgs          | 27  | 11 | 7 | 9  | 054:350 | +19   | 40     |
| 6.  | FC Jūrmala                     | 27  | 7  | 5 | 15 | 020:520 | −32   | 26     |
| 7.  | FK Spartaks Jūrmala            | 27  | 7  | 4 | 16 | 030:490 | −19   | 25     |
| 8.  | FK Jelgava                     | 27  | 5  | 8 | 14 | 026:460 | −20   | 23     |
| 9.  | FS Metta/Latvijas Universitāte | 27  | 4  | 7 | 16 | 015:470 | −32   | 19     |
| 10. | FK Ilūkste (N)                 | 27  | 2  | 6 | 19 | 026:930 | −67   | 12     |

| (M) | amtierender Meister     |
| (P) | amtierender Pokalsieger |
| (N) | Neuaufsteiger           |

### Kreuztabelle
Die Kreuztabelle stellt die Ergebnisse aller Spiele dieser Saison dar. Die Heimmannschaft ist in der linken Spalte, die Gastmannschaft in der oberen Zeile aufgelistet. Die Teams spielen jeweils drei Mal gegeneinander, davon zwei Heim- und ein Auswärtsspiel, sodass insgesamt 27 Spiele zu absolvieren sind.
| Hinrunde                       | FC Daugava Daugavpils | FK Ilūkste |     | FC Jūrmala | FK Daugava Riga | FK Liepājas Metalurgs | FS Metta/Latvijas Universitāte | Skonto Riga | FK Spartaks Jūrmala | FK Ventspils |
| ------------------------------ | --------------------- | ---------- | --- | ---------- | --------------- | --------------------- | ------------------------------ | ----------- | ------------------- | ------------ |
| FC Daugava Daugavpils          |                       | 5:0        | 2:1 | 1:0        | 0:0             | 1:1                   | 3:0                            | 1:4         | 3:2                 | 0:1          |
| FK Ilūkste                     | 0:2                   |            | 2:1 | 0:2        | 2:5             | 1:2                   | 1:1                            | 1:7         | 1:3                 | 1:7          |
| FK Jelgava                     | 0:3                   | 2:2        |     | 0:1        | 0:3             | 2:2                   | 1:0                            | 0:3         | 1:2                 | 1:2          |
| FC Jūrmala                     | 0:1                   | 1:1        | 4:2 |            | 0:5             | 3:1                   | 1:2                            | 0:5         | 0:1                 | 0:2          |
| FK Daugava Riga                | 0:1                   | 4:0        | 1:0 | 1:0        |                 | 2:1                   | 1:1                            | 0:0         | 0:0                 | 0:1          |
| FK Liepājas Metalurgs          | 2:2                   | 3:1        | 3:0 | 2:0        | 0:2             |                       | 4:0                            | 0:5         | 1:2                 | 3:1          |
| FS Metta/Latvijas Universitāte | 1:2                   | 0:0        | 0:0 | 1:2        | 1:2             | 0:3                   |                                | 0:2         | 0:1                 | 0:2          |
| Skonto Riga                    | 0:0                   | 5:0        | 1:1 | 0:0        | 5:0             | 2:0                   | 4:0                            |             | 3:1                 | 3:0          |
| FK Spartaks Jūrmala            | 0:2                   | 2:2        | 4:2 | 0:0        | 0:1             | 1:2                   | 4:0                            | 1:2         |                     | 2:3          |
| FK Ventspils                   | 4:3                   | 4:1        | 4:0 | 3:0        | 2:1             | 2:2                   | 4:0                            | 0:0         | 1:0                 |              |

| Rückrunde                      | FC Daugava Daugavpils | FK Ilūkste |     | FC Jūrmala | FK Daugava Riga | FK Liepājas Metalurgs | FS Metta/Latvijas Universitāte | Skonto Riga | FK Spartaks Jūrmala | FK Ventspils |
| ------------------------------ | --------------------- | ---------- | --- | ---------- | --------------- | --------------------- | ------------------------------ | ----------- | ------------------- | ------------ |
| FC Daugava Daugavpils          |                       | 6:1        | 0:0 |            | 0:1             | 1:0                   |                                | 0:0         |                     |              |
| FK Ilūkste                     |                       |            |     |            |                 | 2:12                  | 1:2                            | 0:2         |                     | 0:5          |
| FK Jelgava                     |                       | 3:1        |     | 2:2        | 1:0             |                       | 1:1                            |             |                     |              |
| FC Jūrmala                     | 0:3                   | 0:0        |     |            | 0:4             |                       |                                |             | 2:1                 |              |
| FK Daugava Riga                |                       | 7:1        |     |            |                 | 2:2                   |                                | 0:2         |                     | 0:1          |
| FK Liepājas Metalurgs          |                       |            | 0:0 | 3:0        |                 |                       | 0:0                            |             | 6:0                 | 0:1          |
| FS Metta/Latvijas Universitāte | 1:0                   |            |     | 0:1        | 0:2             |                       |                                |             | 2:0                 |              |
| Skonto Riga                    |                       |            | 0:2 | 5:0        |                 | 2:1                   | 2:2                            |             |                     | 1:1          |
| FK Spartaks Jūrmala            | 0:2                   | 2:4        | 1:3 |            | 0:0             |                       | 0:3                            |             |                     |              |
| FK Ventspils                   | 0:0                   |            | 2:0 | 6:1        |                 |                       | 3:0                            |             | 3:0                 |              |

## Relegation
Am Ende der regulären Saison trat der Neuntplatzierte der Virslīga, gegen den Zweiten der 1. līga, in der Relegation an.
| Datum             |                                | Ergebnis |                                |
| ----------------- | ------------------------------ | -------- | ------------------------------ |
| 14. November 2013 | FS Metta/Latvijas Universitāte | 1:0      | FB Gulbene                     |
| 17. November 2013 | FB Gulbene                     | 2:4      | FS Metta/Latvijas Universitāte |
| Gesamt:           | FS Metta/Latvijas Universitāte | 5:2      | FB Gulbene                     |

## Torschützenliste
| Pl. | Name              | Mannschaft            | Tore |
| --- | ----------------- | --------------------- | ---- |
| 01. | Artūrs Karašausks | Skonto Riga           | 16   |
| 01. | Andrejs Kovaļovs  | FC Daugava Daugavpils | 16   |
| 03. | Valerijs Šabala   | Skonto Riga           | 15   |
| 04. | Mantas Savėnas    | FK Daugava Riga       | 12   |
| 04. | Wadim Jantschuk   | FK Ventspils          | 12   |
| 05. | Daniils Turkovs   | FK Ventspils          | 11   |
| 06. | Povilas Lukšys    | FK Daugava Riga       | 10   |